# Dejan Kovačević
Dejan Kovačević (* 27. Dezember 1996 in München) ist ein deutscher Basketballspieler bosnischer Abstammung.

## Spielerlaufbahn
Kovačević spielte in der Jugend des TuS Fürstenfeldbruck sowie des MTSV Schwabing, ehe er 2013 in die Nachwuchsabteilung des FC Bayern München wechselte, für dessen Fußballmannschaft er als Kind schwärmte. 2015 gewann er mit dem FCB den Meistertitel in der Nachwuchs-Basketball-Bundesliga. Im Juli 2015 unterschrieb er bei den Bayern seinen ersten Profivertrag. In der Saison 2015/16 war er einer der Leistungsträger der zweiten Herrenmannschaft des Vereins, die Meister der 1. Regionalliga Süd-Ost wurde und in die 2. Bundesliga ProB aufstieg. Sein Bundesliga-Debüt feierte er am 29. November 2015 beim Münchener Sieg über Crailsheim.
Im Juli 2017 wechselte er innerhalb der Bundesliga zu s.Oliver Würzburg. Er wurde im Laufe der Spielzeit 2017/18 in 14 Bundesliga-Begegnungen eingesetzt und erzielte 3,6 Punkte pro Spiel. Seine Würzburger Zeit endete im Sommer 2018, er wechselte innerhalb der Liga zu den Basketball Löwen Braunschweig. Zudem wurde ihm eine Spiellizenz für Einsätze im Hemd von Braunschweigs Partnerverein Herzöge Wolfenbüttel ausgestellt. Im Sommer 2019 wechselte er innerhalb der Bundesliga zu den Crailsheim Merlins. Den Durchbruch zur Bundesliga-Stammkraft schaffte Kovačević bei den Hohenlohern nicht.
Im Sommer 2022 unterschrieb er einen Vertrag beim Zweitligisten Bayer Giants Leverkusen. Nach dem Abstieg mit den Rheinländern im Jahr 2023 wechselte er zur Spielzeit 2023/24 zu einem anderen Zweitligisten, Gießen 46ers.
2024 schloss sich Kovačević BBC Bayreuth (ebenfalls 2. Bundesliga ProA) an.

### Nationalmannschaft
Kovačević war zunächst Mitglied der serbischen Junioren-Nationalmannschaft, 2015 spielte er dann für die deutsche U20-Auswahl.